# Korla
Cette page contient des caractères spéciaux ou non latins. S’ils s’affichent mal (▯, ?, etc.), consultez la page d’aide Unicode.

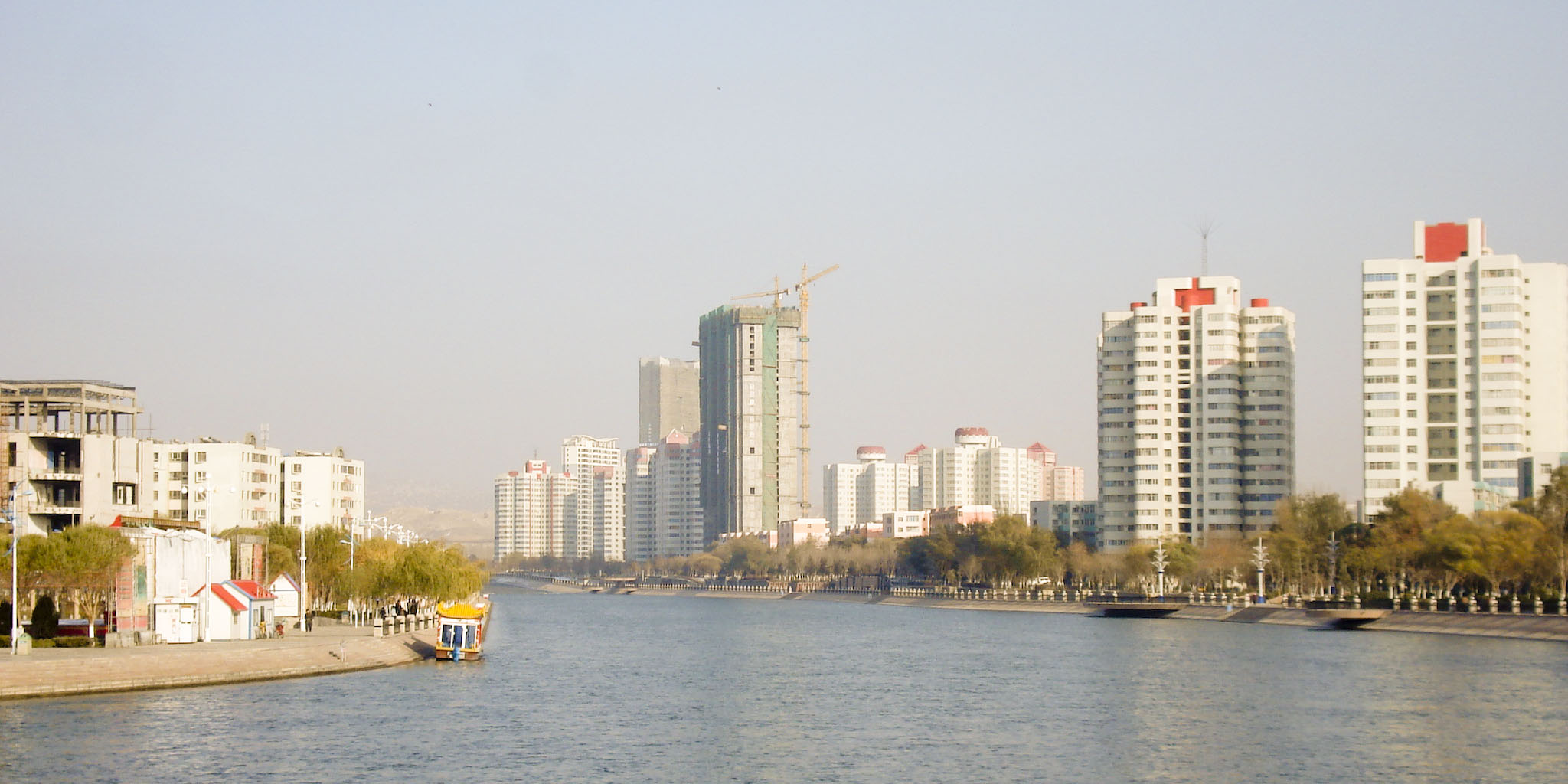
Le Kongque He à Korla

Korla (库尔勒 ; pinyin : Kù'ěrlè) est une ville de la province occidentale de Xinjiang (Turkestan) en Chine. C'est une ville-district, chef-lieu de la préfecture autonome mongole de Bayin'gholin.

## Histoire
Elle était connue sous le nom de Yuli (尉犁) sous la dynastie Han.
Une des deux stations de renseignement électronique de la CIA construites dans le Xinjiang au début des années 1980 se trouve dans cette province sous le nom de code Saucepan, elle surveillait alors les activités soviétiques en collaboration avec les services de renseignements chinois. Le BND allemand participait également à sa gestion dans le cadre de l'opération Pamir. La CIA arrête ses opérations après les manifestations de la place Tian'anmen en 1989.

## Géographie
Korla est proche des montagnes et du désert de Taklamakan.

## Climat
Le climat est de type désertique froid. Les températures moyennes vont d'environ −6 °C pour le mois le plus froid à +26 °C pour le mois le plus chaud, avec une moyenne annuelle de 11,7 °C, et la pluviométrie y est de 53 mm.

## Population
La population du district était de 343 746 habitants en 1999.

## Transports
Korla est située à environ 320 km par la route de la capitale provinciale Ürümqi. Il existe cinq vols quotidiens de la compagnie China Southern Airlines entre l'aéroport de Korla (code AITA KRL) et Ürümqi.